# Mauritánia a 2011-es úszó-világbajnokságon
Mauritánia a 2011-es úszó-világbajnokságon három úszóval vett részt.
Férfi
| Versenyző     | Esemény                      | Selejtező | Selejtező | Elődöntő          | Elődöntő          | Döntő             | Döntő             |
| Versenyző     | Esemény                      | Idő       | Helyezés  | Idő               | Helyezés          | Idő               | Helyezés          |
| ------------- | ---------------------------- | --------- | --------- | ----------------- | ----------------- | ----------------- | ----------------- |
| Eycub Leebeid | Férfi 50 méterers gyorsúszás | 45.18     | 116       | Nem jutott tovább | Nem jutott tovább | Nem jutott tovább | Nem jutott tovább |
| Hamza Labeid  | Férfi 50 méterers gyorsúszás | DSQ       | DSQ       | Nem jutott tovább | Nem jutott tovább | Nem jutott tovább | Nem jutott tovább |

Női
| Versenyző          | Esemény                    | Selejtező | Selejtező | Elődöntő          | Elődöntő          | Döntő             | Döntő             |
| Versenyző          | Esemény                    | Idő       | Helyezés  | Idő               | Helyezés          | Idő               | Helyezés          |
| ------------------ | -------------------------- | --------- | --------- | ----------------- | ----------------- | ----------------- | ----------------- |
| Soukeina Abdellahi | Női 50 méterers gyorsúszás | DNS       | DNS       | Nem jutott tovább | Nem jutott tovább | Nem jutott tovább | Nem jutott tovább |

## Külső hivatkozások
- Úszás adatok